# Red Bank (Tennessee)
Red Bank ist eine City innerhalb des Hamilton County in Tennessee, Vereinigte Staaten. Das U.S. Census Bureau hat bei der Volkszählung 2020 eine Einwohnerzahl von 11.899 ermittelt. Red Bank ist komplett von Chattanooga umschlossen und ist Teil der Metropolregion Chattanooga.

## Geschichte
Red Bank war ursprünglich als Pleasant Hill bekannt. Als jedoch 1881 ein Postamt in der Gemeinde eingerichtet wurde, wurde darum gebeten, einen neuen Namen anzunehmen, da der Name Pleasant Hill bereits vergeben war. Der Name Red Bank wurde von der Frau des ersten Postmeisters, George Hartman, gewählt. Inspiriert wurde er durch den roten Lehmrücken, der von einem Fenster ihres Hauses aus zu sehen war. 1955 wurden die Gemeinden Red Bank und White Oak zu einer einzigen Stadt mit dem Namen Red Bank-White Oak zusammengeschlossen. Im Jahr 1966 stimmte die Stadt dafür, das White Oak zur Vereinfachung aus dem Namen fallen zu lassen.

## Demografie
Nach einer Schätzung von 2019 leben in Red Bank 11.840 Menschen. Die Bevölkerung teilte sich im selben Jahr auf in 88,2 % Weiße, 6,3 % Afroamerikaner, 0,2 % amerikanische Ureinwohner, 1,0 % Asiaten und 3,1 % mit zwei oder mehr Ethnizitäten. Hispanics oder Latinos aller Ethnien machten 4,8 % der Bevölkerung aus. Das mittlere Haushaltseinkommen lag bei 42.618 US-Dollar und die Armutsquote bei 16,1 %.